# Amaravati

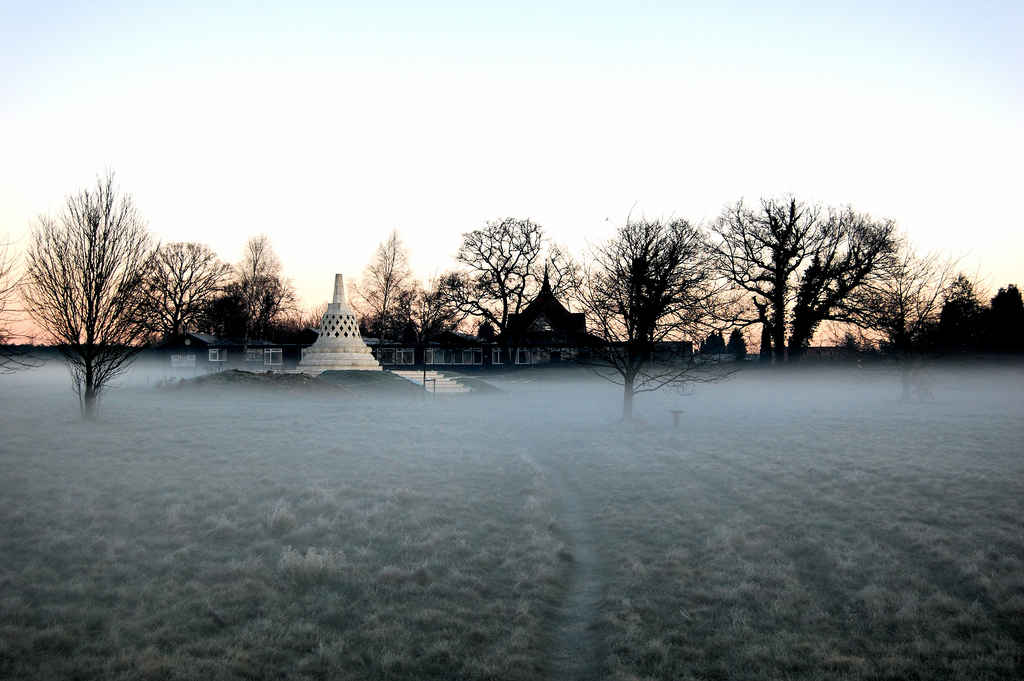
Stupa na terenie Amaravati

Amaravati – buddyjski klasztor należący do tradycji therawada. Znajduje się w regionie South East w Anglii, w pobliżu wsi Great Gaddesden w hrabstwie Hertfordshire. Amaravati jest jednym z wielu klasztorów należących do tajskiej leśnej tradycji Ajahn Chaha.
Amaravati został założony w 1984 r. przez Luang Por Ajahn Sumedho, który też do listopada 2010 r. był opatem klasztoru. Jego następcą Ajahn Amaro, który przez ostatnie 15 lat był jednym z opatów klasztoru Abhayagiri w USA.

## Sangha
W Amaravati znajduje się Sangha mnichów, której pierwsi członkowie przybyli z klasztoru Cittaviveka w West Sussex. Według strony internetowej klasztoru zazwyczaj w Amaravati przebywa pomiędzy piętnastoma a dwudziestoma pięcioma mnichami i nowicjuszami, którzy zgodnie z regułami Dhammy i Winaji prowadzą żebracze, kontemplacyjne życie w celibacie tworząc kontynuację społeczności założonej ponad dwa tysiące lat temu przez Buddę. Do Sanghi należą również anagarika, czyli postulanci żyjący w oparciu o 8 buddyjskich wskazań, którzy po okresie jednego, lub dwóch lat mogą zostać przyjęci do grona nowicjuszy.
Oprócz tego Amaravati utrzymuje również Sanghę Siladhara, czyli mniszek przestrzegających Dziesięć Wskazań. Kobieca Sangha również została zapoczątkowana w klasztorze Cittaviveka i przeniosła się do Amaravati po jego otwarciu. Obecnie w klasztorze przebywa siedemnaście siladhara i sześć anagarika.

## Działalność
Część budynków na terenie klasztoru przeznaczona jest specjalnie do formalnych odosobnień medytacyjnych prowadzonych przez mnichów. W każdą sobotę między 14:00 a 16:00 w Amaravati odbywają się warsztaty medytacyjne dla początkujących podczas których jest również możliwość zadawania pytań. Oprócz tego istnieje możliwość zapisania się na dłuższe kursy. W Amaravati uczy się medytacji Vipassana.
Cały klasztor, w tym ośrodek odosobnień utrzymywany jest wyłącznie z dobrowolnych datków i ofiar według zasad buddyjskiej jałmużny.